# Karolinernes dødsmarch
Karolinernes dødsmarch var et svensk militært tilbagetog over Tydalsfjeldene i Trøndelag i Norge i januar 1719. Karolinerne (af Carolus, latiniseret form af navnet Karl) er betegnelsen for den svenske kong Karl 12.'s soldater. Den svenske retræte endte tragisk; af en styrke på omkring 6.000 soldater omkom halvdelen, og 600 blev invalide.

## Baggrund
Efter Karl 12.'s død ved Fredriksten fæstning den 11. december 1718 blev alle svenske tropper i Norge beordret til at trække sig tilbage til Sverige. General Carl Gustaf Armfeldt ledte det svenske felttog i Trøndelag. Han fik melding om den svenske konges død den 7. januar 1719 mens han befandt sig i Haltdalen i Gauldalen med omkring 6.000 mænd. Han besluttede at tage den korteste vej mod Sverige: Først over fjeldet til Tydalen og derfra over Tydalsfjeldene til Åre i Jemtland. Vinteren havde indtil da været præget af barfrost og begrænset snefald i fjeldet. De formodede derfor ikke at de behøvede ski for at komme frem. Men vejret var koldt, og armeen var dårligt udrustet efter fire måneders felttog i Trøndelagen.
Allerede den 8. januar brød tropperne op fra Haltdalen og fandt vej til gårdene ovenfor Floren Kapel i Tydalen - en strækning på næsten 30 km. På grund af det kolde vejr omkom ca. 200 mand på fjeldet. Den 11. januar 1719 var hele Armfeldts armé samlet på gårdene Ås og Østby længst oppe i Tydalen. Enheden talte nu knap 5.800 mand. En fortrop på 14 skiløbere blev sendt til Jämtland for at forberede tilbagetrækningen i Sverige. De kom godt frem.
Om morgenen den 12. januar 1719 (første nytårsdag efter daværende svensk tidsregning) brød Armfeldts armé op fra Østby i Tydalen. Vejret var meget koldt, men stille. Afstanden til den nærmeste bygd i Sverige, Handöl nær Åre i Jämtland, var omkring 55 km. I godt vejr ville hæren kunne være sikkert tilbage i hjemlandet efter to dages march. Med sig havde de den lokalt kendte nordmand Lars Bersvendsen Østby.

## Retræte i storm
Samme eftermiddag brød en voldsom storm fra nordvest løs og hvirvlede den lette sne op. Soldaterne kunne ikke se mange skridt frem for sig, og kulden var bidende. De var nødsaget til at slå lejr på Øyfjeldets nordside ved Esandsjøen. De forsøgte at tænde ild og brændte geværkolber og slæder, men dette gav kun kortvarig varme. 200 mand anslås at have frosset ihjel denne første nat.
Næste dag fortsatte stormen, og tilbagetrækningen blev mere og mere uorganiseret. De fleste kom frem til den svenske grænse og slog lejr ved elven Enan. Et stort antal soldater frøs ihjel, hestene faldt om og al udrustning måtte efterlades på fjeldet. Stormen fortsatte tredje dag. På denne dag, den 14. januar, tog de første tropper med Armfeldt i spidsen ned til Handöl, men de fleste af de overlevende ankom til Handöl den 15. og 16. januar. Tilbage på fjeldet lå omkring 3.000 mænd, som var frosset ihjel. På den videre færd ned til Duved i Åre, hvor der var gjort i stand til indkvartering for soldatene, døde omkring 700 mand. Af de omkring 2100 overlevende blev ca. 600 invalide resten af deres liv.
Armfeldts armés dramatiske tilbagetog i vinteren 1719 skildres i musikspillet Elden, som opføres hver sommer ved Røros, og i friluftsforestillingen Karolinerspelet i Tydal.